# Univerzita George Washingtona

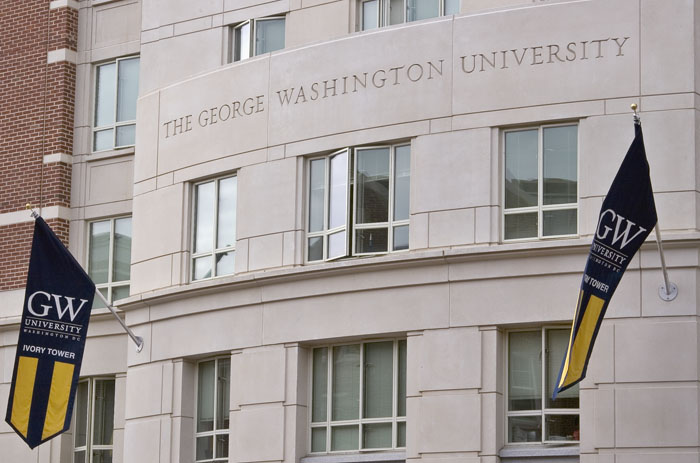
George Washington University

Univerzita George Washingtona, anglicky George Washington University, je elitní soukromá univerzita ve Washingtonu, D.C. Tato škola byla založena v roce 1821 pod názvem Columbian College.
Univerzita se skládá ze 14 fakult, z nichž je známá například Elliott School of International Affairs, a nebo The George Washington University Law School. Tato právnická fakulta se v předních žebříčcích U.S. News & World Report pro rok 2020 umístila na 22. místě ve Spojených státech. Nejvýše se GW Law umístil v oblastech práva mezinárodního a také práva duševního vlastnictví, ve kterých univerzita dosáhla totožně na 5. příčku. V konkurenci zahraničních univerzit se právní fakulta podle akademického žebříčku Shanghai Ranking pro rok 2018 umístila na 17. místě na světě.
Kampus školy se rozléhá v samém centru Washingtonu, D.C. Přímo sousedí s institucemi jakožto Mezinárodní měnový fond či Světová banka. Sídlo amerických prezidentů, Bílý dům, je od školy vzdáleno pár ulic.
V roce 2015 měla univerzita kolem 1 100 absolventů v zahraničních službách Spojených států amerických, což ji řadilo na druhé místo hned za Georgetownskou univerzitu. Škola se současně umisťuje na samém vrcholu žebříčku "politicky nejangažovanějších univerzit" v USA, a to podle populárního amerického odborného žurnálu The Princeton Review.

## Uplatnění absolventů
Úspěšní absolventi této školy mají široké uplatnění především v oblastech: psychologie, právní věda, medicína, inženýrství a aplikované vědy, pedagogika, podnikání a mezinárodní politika.
Na univerzitě studuje přes 19 000 studentů.

## Sport
Sportovní týmy školy se nazývají Colonials.

## Významné osobnosti
- Bob Barr – americký politik
- William Barr – současný americký generální prokurátor
- Michael Coats – ředitel Johnsonova vesmírného střediska, americký kosmonaut
- Kellyanne Conway – současná poradkyně 45. amerického prezidenta Donalda Trumpa. Vedla Trumpovu volební kampaň během prezidentských voleb
- Courteney Cox – americká herečka
- John Brennan Crutchley – únosce žen a násilník, působil zde jako magistr
- Allen Dulles – bývalý ředitel zpravodajské služby CIA
- John Foster Dulles – bývalý ministr zahraničí USA
- George Gamow – americký fyzik ukrajinského původu
- Faure Gnassingbé – prezident Toga
- J. William Fulbright – zakladatel Fulbrightova programu
- J. Edgar Hoover – jeden ze zakladatelů FBI. První a nejdéle sloužící ředitel této instituce
- Eric Holder – ministr spravedlnosti USA
- Lafayette Ronald Hubbard – americký spisovatel, zakladatel dianetiky a scientologie
- Jacqueline Kennedyová Onassisová – bývalá první dáma USA, manželka prezidenta J. F. Kennedyho
- Colin Powell – bývalý ministr zahraničí USA
- Syngman Rhee – 1. prezident Korejské republiky
- Michail Saakašvili – gruzínský politik a současný prezident
- Katherine Terrell Švejnarová – profesorka na University of Michigan
- Edward Teller – americký fyzik maďarsko-židovského původu